# Laternaria conspersata
Laternaria conspersata är en insektsart som beskrevs av Bierman 1910. Laternaria conspersata ingår i släktet Laternaria och familjen lyktstritar. Inga underarter finns listade i Catalogue of Life.